# Geoffroy de Lagasnerie
Geoffroy Daniel de Lagasnerie (Fontenay-aux-Roses, 1981) es un sociólogo e intelectual francés. Articulista y polemista, sus libros defienden una filosofía social, cercana a la epistemología y la teoría crítica, con un interés particular en los trabajos de Pierre Bourdieu y Michel Foucault.

## Biografía
Tercer hijo del matrimonio formado por Jean-François Daniel de Lagasnerie, ingeniero aeronáutico, y de Agnès de Goÿs de Meyzerac, fue alumno de la Escuela Normal Superior de Cachan (promoción de 2003). Doctor en Sociología por la Escuela de Estudios Superiores en Ciencias Sociales, bajo la dirección de Jean-Louis Fabiani, ejerce desde septiembre de 2013 como profesor de Filosofía y Sociología en la Escuela Nacional Superior de Arte de Cergy-Pontoise, centro asociado a la Universidad de Cergy-Pontoise. 
En 2015, fue incluido por la revista Les Inrockuptibles entre los 100 creadores que, en todos los dominios, "reiventan la cultura"..
Durante un tiempo, fue profesor de la Universidad de la Sorbona y del Instituto de Estudios Políticos de París. Es director de la colección à venir de la Editorial Fayard.. Ha publicado a autores como Joan Wallach Scott, Didier Eribon, Judith Butler o Pierre Bergounioux.

### Publicaciones
Sus trabajos parten de la filosofía social y política, la epistemología y la teoría crítica. Además, Lagasnerie ha sido muy crítico con el sistema educativo francés.
En 2015, publicó The Art of the Revolt: Snowden, Assange, Manning. El libro se centraba en personajes públicos disidentes del establishment o poder establecido, como Edward Snowden, Julian Assange, y Chelsea Manning, pero que defienden en parte una sociedad más abierta y democrática a través de métodos poco ortodoxos.
En septiembre de 2015, Lagasnerie publicó un Manifesto para una contraofensiva intelectual y política, junto al escritor Édouard Louis. En febrero de 2016, Lagasnerie publicó un artículo en openDemocracy titulado: "Beyond Powerlessness", en el que pide una serie de prácticas políticas nuevas.
En 2016, Lagasnerie publicó Juger. L’Etat pénal face à la sociologie, una reflexión sobre el sistema de justicia criminal, sobre la conjunción de poder y violencia.
Se le ha inscrito en el llamado Posestructuralismo.

## Publicaciones

### Libros
- L'empire de l'université. Sur Bourdieu, les intellectuels et le journalisme, Ámsterdam, 2007
- Sur la science des œuvres. Questions à Pierre Bourdieu (et à quelques autres), Cartouche, 2011
- Logique de la création. Sur l'Université, la vie intellectuelle et les conditions de l'innovation, Fayard, 2011
- La dernière leçon de Michel Foucault. Sur le néolibéralisme, la théorie et la politique, Fayard, 2012
- Que signifie penser, en François Caillat (dir.), Foucault contre lui-même, Presses Universitaires de France, 2014
- L'Art de la révolte. Snowden, Assange, Manning, Fayard, 2015.
- Juger. L’Etat pénal face à la sociologie, Fayard, 2016
- Penser dans un monde mauvais, PUF, 2017

### Volúmenes colectivos
- Exister socialement. Sur la sociologie et les théories de la reconnaissance, en Pierre Bourdieu, l'insoumission en héritage. En colaboración con Édouard Louis (dir.) Didier Eribon, Frédéric Lordon, Arlette Farge y Annie Ernaux. PUF, 2013.
- Que signifie Penser?, en Foucault contre lui même, de François Caillat (dir.), Leo Bersani, Arlette Farge, George Didi-Huberman. PUF, 2014.

### Artículos en internet
- L'inconscient sociologique, Les Temps Modernes, 3/2009, no 654, p. 99-108, On line.